# هو میا کور
هو میا کور (به اسپرانتو: Ho, mia kor)، (به معنی: آه، قلب من) شعر کوتاهی از بنیان‌گذار زبان اسپرانتو، لودویک زامنهوف (۱۸۵۹-۱۹۱۷) است که آن را اولین نوشته ادبی منتشر شده به زبان اسپرانتو می‌دانند. او این شعر را کمی پیش از کتاب اونوا لیبرو منتشر کرد (۱۸۸۷ میلادی) که در آن برای اولین بار زبان اسپرانتو شرح داده شده بود. ادموند پریوات، نویسنده کتاب زندگی زامنهوف، این شعر کوتاه را همچون ضربان قلب کسی می‌داند که از پله‌های یک ساختمان با عجله بالا رفته و حال سرانجام به دری رسیده که می‌خواسته. این شعر در کتاب انتولوژی اسپرانتو (مجموعه اشعار اسپرانتو که ویلیام الد آن‌ها را گردآوری و انتخاب کرده‌است) نیز آمده‌است.

## بخشی از شعر
| متن اصلی به زبان اسپرانتو: Ho, mia kor', ne batu maltrankvile, El mia brusto nun ne saltu for! Jam teni min ne povas mi facile, Ho, mia kor'! Ho, mia kor'! Post longa laborado Ĉu mi ne venkos en decida hor'? Sufiĉe! trankviliĝu de l' batado, Ho, mia kor'! | برگردان فارسی: آه، قلب من، پریشان مزن، حال از سینه‌م بیرون مرو! من اکنون خود را نمی‌توانم به سادگی نگه دارم، آه، قلب من! آه، قلب من! پس از کوششی طولانی، در ساعت سرنوشت‌ساز پیروز نخواهم شد؟ کافیست! ضربان را آرام کن، آه، قلب من! |